# Barwy złamane
Barwy złamane – przeciwieństwo barw czystych. Potoczne określenie barw z zauważalną domieszką bieli, szarości lub czerni. Im mocniej „złamana” barwa, tym bardziej zbliża się do achromatyczności.
W praktyce malarskiej złamanie barwy osiąga się raczej przez dodatek farby o kolorze dopełniającym lub zbliżonym do dopełniającego; osiągnięte w ten  subtelne i naturalne niż „martwe” odcienie farb z dodatkiem czerni; natomiast farby z dodatkiem czystej bieli (pastelowe) nie są na ogół w terminologii malarskiej uważane za „złamane”.
Barwy złamane sprawiają wrażenie mniej kontrastowych i wyrazistych, ale także delikatniejszych i bardziej wyrafinowanych od barw czystych. W malarstwie i innych sztukach wizualnych służą dość często do wyrażenia lub podkreślenia nastroju melancholii, smutku i zagubienia, lub jako tło sprzyjające szczególnie mocnemu uwydatnieniu plam lub obiektów o czystych, jaskrawych barwach.